# Anomalia (astronomia)
Anomalia – kąt określający położenie obiektu na orbicie.
Istnieją następujące rodzaje anomalii:
- anomalia mimośrodowa (ekscentryczna)
- anomalia prawdziwa
- anomalia średnia